# Rumsztyk
Rumsztyk – potrawa (element dania głównego) przygotowywana najczęściej z mięsa wołowego, odmiana steku.
Potrawa ma postać ciętego plastra wołowiny pozyskanej z górnej części zadu o masie od 100 do 150 gramów. W trakcie przygotowywania mięso jest plastrowane, a krawędź tłuszczu i ścięgna cięte. Następnie mięso jest smażone lub duszone, często z dużą ilością cebuli lub przyrządzane na sposób angielski na półsurowo.
W Austrii rumsztyk jest elementem składowym Tafelspitz i jest w tej postaci gotowany w wywarze warzywnym, przypominając francuskie Poule-au-pot. Czesi używają rumsztyku nadziewanego boczkiem jako podstawy dania nazywanego svíčková na smetaně.